# Grevillea infecunda
Grevillea infecunda (лат.) — кустарник, вид рода Гревиллея (Grevillea) семейства Протейные (Proteaceae), эндемик австралийского штата Виктория.

## Ботаническое описание
Grevillea infecunda — корнеплодный кустарник высотой от 0,3 до 1,2 м в высоту. Листья 3-7 см длиной и изменчивы по форме: очертания могут быть яйцевидными, ромбическими или продолговатыми, с неглубокими остроконечными лопастями. Верхняя поверхность листа темно-зелёная, гладкая; нижняя поверхность бледно-зелёная и редкоопушённая. Цветки жёлто-зелёные и коричневые, с изогнутыми трубчатыми лепестками длиной около 8 мм, опушённые снаружи и безволосые внутри, которые расщепляются на четыре узкие доли, образуя бледно-жёлто-зелёно-красный столбик длиной до 25 мм. Цветёт с октября по декабрь. Плод — кожистая опушённая коробочка, которая расщепляется, чтобы высвободить крылатые семена. Жизнеспособность и фертильность пыльцы чрезвычайно низки: хотя известно о существовании ряда генотипов, этот таксон, по-видимому, утратил способность к половому размножению.

## Таксономия
Впервые вид был официально описан Дональдом Макгилливрэем в книге New Names in Grevillea (Proteaceae) в 1986 году.

## Распространение и местообитание
Grevillea infecunda — эндемик Австралии, где встречается только в штате Виктория. Растёт на холмистой местности в Англси и заливе Эйрис. Два сохранившихся образца растений были собраны Фердинандом фон Мюллером в 1852 году в Брайтоне и подтверждены как этот вид Дональдом Макгилливрэем в 1980-х годах; этот район теперь является пригородом Мельбурна.

## Охранный статус
Вид внесён в список «Уязвимых» в соответствии с Законом об охране окружающей среды и сохранении биоразнообразия, «находящихся под угрозой исчезновения» в Виктории в соответствии с Законом о гарантиях флоры и фауны 1988 года и «Уязвимых в Виктории» в Консультативном списке редких или находящихся под угрозой исчезновения растений Департамента устойчивого развития и окружающей среды в Виктории. 